# 과학세상
과학세상은 2000년대 쥬니어네이버에서 운영하는 과학 사이트이다. 과학실험, 과학송, 과학만화, 과학게임 등이다. 과학세상의 모든 서비스로 인해 2016년에 종료되었다.

## 브랜드
- 과학실험
- 과학송 (LG사이언스랜드 제공)
- 과학만화
- 과학게임

## 종료된 서비스
- 과학세상의 모든 서비스로 인해 2016년 11월에 서비스 종료되었다.